# Тераучи Масатаке
Тераучи Масатаке (正毅寺内) е японски офицер (марашал) и политик: министър-председател на Япония в 18-о правителство, министър на войната, министър на външните работи, министър на финансите.

## Ранни години
Тераучи Масатаке е роден на 5 февруари 1852 г. в княжество Чошу (префектура Ямагучи) в семейството на самурай от клана Хаги. На 12-годишна възраст постъпва в местната армия, където служи в частите на командири като Акийоши Ямада и Яджиро Шинагава. През 1862 г. участва в боеве със силите на шогуната Токугава в Хакодате.

## Военна кариера
Способностите на Тераучи на бойното поле са оценени високо от командващия императорските войски Масухиро Омура и скоро младият воин е зачислен във военното училище „Осака хейгакурьо“. През 1871 г. Тераучи е произведен в чин втори лейтенант. През 1877 г., вече капитан от императорската гвардия, той участва в потушаването на самурайския бунт в Сацума. Метежниците са разбити, но в едно от сраженията Тераучи е ранен и впоследствие се налага да бъде ампутирана дясната му китка. Независимо от това той остава на действителна служба и заема различни постове във въоръжените сили. През 1883 г. Тераучи е назначен за военен аташе във Франция. След връщането си в Япония става секретар на министъра на войната, а в 1888 г. – оглавява Военната академия, като едновременно с това е и началник-щаб на Първа дивизия. През 1892 г. Тераучи е прехвърлен на служба в Генералния щаб, където ръководи отдел и се заема активно с укрепване на въоръжените сили. По време на Първата японско-китайска война от 1894 г. той е министър на транспорта и комуникациите във второто правителство на Хиробуми Ито. През 1896 г. отново се връща във военното министерство и е изпратен в Европа да се запознае с организацията на западните въоръжени сили. След завръщането си в Япония му е поверено командването на Трета дивизия, а в 1898 г. е назначен за генерал-инспектор на военните образователни ведомства, като с дейността и влиянието си успява да превърне този пост в един от трите най-важни в японската армия. В 1900 г., като зам.-началник на Генералния щаб, Тераучи разработва планове за изпращането на японски войски в Китай за потушаване на въстанието на ихътуаните. До 1902 г. той оглавява щабния колеж и е назначен за военен министър в правителството на Таро Кацура – пост, който запазва в продължение на почти десет години. В качеството си на военен министър, Тераучи участва активно в изготвянето на редица клаузи от англо-японския съюзен договор (1902), отнасящи се до военните въпроси. Ръководи подготовката и провеждането на Руско-японската война (1904 – 1905). След победата на Япония в нея Тераучи получава титлата даншаку (барон), а в 1911 г. е издигнат в хакушаку (граф). През 1906 г. е произведен в чин генерал и влиза в комитета на учредителите на Южноманджурската железница. На 30 май 1910 г. Тераучи е назначен за генерален резидент на страната си в Корея, а на 16 август в Сеул започва преговори с корейското правителство за сключване на договор за анексията на полуострова от Япония. Този договор е подписан от генерала и корейския премиел Ли Ван Йон на 22 август, след което Тераучи става първият японски генерал-губернатор на корея и в 1910 – 1911 г. провежда политиката на експанзия на континента. В 1911 г., след завръщането си в Токио, Тераучи оглавява реорганизираното Японско-руско общество, чиято цел е да способства за развитие на двустранната търговия, рязко намаляла след 1909 г.

## Политическа кариера
През октомври 1916 г. правителството на Шигенобу Окума подава оставка и на 9 октомври на този пост е назначен Тераучи Масатаке. Активна подкрепа да бъде издигнат на премиерския пост оказва генерал Аритомо Ямагата. Тераучи сформира кабинета си, изхождайки от „принципа за непартийност“, твърдейки, че „развитието на обществения живот в страната не трябва да зависи от желанията на политически партии“. Така в правителството влизат основно бюрократи от кариерата. В същото време обаче Тераучи си съструдничи тясно с партиите Риккен сейюкай и Риккен кокуминто. Основната задача, която си поставя това правителство е да убеди Великите сила да признаят териториалните придобивки на Япония в Китай и Тихия океан. Според Тераучи, най-доброто средство за това е финансиране на враждуващите китайски политически групировки, а техните стълкновения – повод за Япония да влезе в ролята на „миротворец“. Заемите, предоставени от правителството на Тераучи на Китай са в размер на близо 200 млн. йени и отиват основно за войни. Те обаче срещат силна съпротива в Япония, тъй като нанят ущърб на търговията с Китай, и парламентът в крайна сметка се конфронтира с правителството. Това принуждава Тераучи да разпусне камарата в началото на 1917 г., а в новите избори победа удържа партията Риккен сейюкай. На 2 ноември 1917 г. правителството на Тераучи подписва със САЩ споразумение, признаващо „специалните интереси“ на Токио в Китай. След Октомврийската революция в Русия през 1917 г. кабинетът на генерала взема активно участие в подготовката на военната интервенция, надявайки се да установи контрол над съветския Далечен изток и Източен Сибир. На 5 април 1918 г. японски части извършват десант при Владивосток под предлог за „защита на японските поданици“. Тази акция обаче не носи ползи за кабинета, а на 3 август 1918 г. в страната започнали т.нар. „оризови бунтове“, които в крайна сметка довеждат до падането му на 29 септември 1918 г. Тераучи Масатаке умира година по-късно – на 3 ноември 1919 г.